# Stronger (Mary J. Blige)
Stronger è una canzone interpretata da Mary J. Blige e pubblicata come singolo nel 2009. Il brano è tratto dalla colonna sonora del documentario More Than a Game, che segue la vita della star dell'NBA LeBron James.

## Il brano
Stronger, scritto da Mary J. Blige, Chris Brown, Chauncy Hollis, Jamal Jones, D. Dalton ed Esther Dean e prodotta da Polow da Don ed Hit-Boy, è stata inserita nell'album contenente la colonna sonora di More Than a Game intitolato Music Inspired by More Than a Game. La canzone contiene alcuni vocalizzi di Chris Brown, soprattutto nel ritornello.

## Il video
Il video musicale prodotto per Stronger è stato presentato per la prima volta il 21 agosto 2009, ed è composto da alcune sequenze del film ad immagini di Mary J Blige. Il video inizia e termina con alcune citazioni di LeBron James. Il video è stato diretto dal regista Anthony Mandler.

## Classifiche
| Classifica (2009)                  | Posizione più alta |
| ---------------------------------- | ------------------ |
| US Billboard Hot R&B/Hip-Hop Songs | 84                 |